# 北海道豊浦高等学校
北海道豊浦高等学校（ほっかいどう とようらこうとうがっこう、Hokkaido Toyoura High School）は、かつて北海道虻田郡豊浦町にあった道立高等学校。2006年（平成18年）3月に北海道虻田高等学校に吸収合併され、閉校となった。

## 沿革
- 1950年（昭和25年）4月1日 - 北海道伊達高等学校豊浦分校として設置される。
- 2006年（平成18年）3月31日 - 北海道虻田高等学校に吸収合併され、閉校となる。
- 2007年（平成19年） - 跡地に豊浦町立豊浦中学校が移転[1]。

## 著名な卒業生
- 内藤大助（プロボクサー）